# Aleksej Batalov
Aleksej Batalov (russisk:  Алексе́й Влади́мирович Бата́лов) (født 20. november 1928 i Vladimir, Sovjetunionen, død 15. juni 2017 i Moskva i Rusland) var en sovjetisk filminstruktør, skuespiller og manuskriptforfatter.

## Filmografi
- Sjinel (Шинель, 1959)[1][2]
- De tre fede mænd (Три толстяка, 1966)[3][4]

Som skuespiller
- Sedmoj sputnik (da.: Den syvende satellit, 1967)
- Zjivoj trup (da.: Det levende lig, 1068)